# Ryan VZ-3 Vertiplane
El Ryan VZ-3 Vertiplane, también conocido por la designación de compañía Model 92, fue una aeronave estadounidense experimental de despegue y aterrizaje corto/vertical (V/STOL), construida por la Ryan Aeronautical Company para el Ejército de los Estados Unidos.

## Diseño y desarrollo

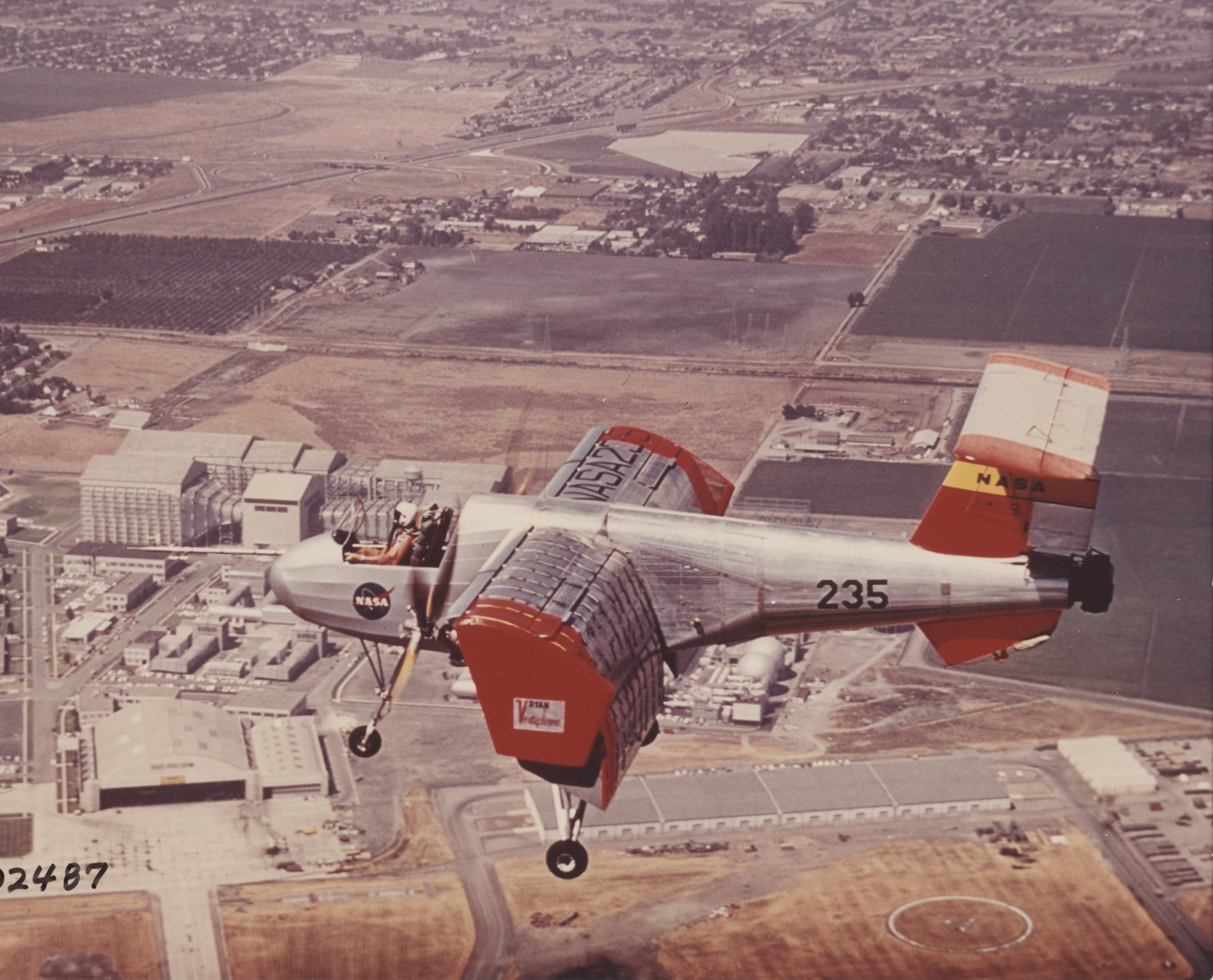
Ryan VZ-3RY Vertiplane de la NASA en vuelo.

El VZ-3 fue una simple aeronave experimental de prueba de concepto que usaba flaps soplados para conseguir un despegue corto o casi vertical. Era un monoplano de ala alta propulsado por un motor turboeje Avco Lycoming T53 localizado dentro del fuselaje que movía dos hélices de gran diámetro, una en cada ala. Tenía una cola en T y, originalmente, un tren de aterrizaje fijo de rueda de cola. Poseía flaps de borde de fuga dobles retráctiles de envergadura total, que se extendían en el flujo de las hélices para el despegue. Para permitir el control durante el vuelo en estacionario, estaba dotada de una tobera de deflexión de chorro de articulación universal en la parte trasera de la aeronave. Más tarde, fue modificada con un tren de aterrizaje de rueda de morro.
El VZ-3 podía realizar un despegue casi vertical en 9 m a una velocidad de 40 km/h, y podía ser puesto en estacionario a una altitud de 1100 m (3700 pies).

## Historia operacional
La aeronave realizó un programa de pruebas de 21 vuelos para el Ejército de los Estados Unidos hasta que se estrelló en 1959. Fue reconstruida con un fuselaje alargado de cabina abierta y entregada a la NASA para realizar más pruebas. Desde su retirada, el VZ-3 está en exhibición en el Museo de la Aviación del Ejército de los Estados Unidos.

## Operadores
Estados Unidos
- Ejército de los Estados Unidos
- NASA

## Especificaciones
Referencia datos: Jane's 1976.

### Características generales
- Tripulación: Uno (piloto)
- Longitud: 8,4 m (27,7 ft)
- Envergadura: 7,1 m (23,4 ft)
- Altura: 3,3 m (10,7 ft)
- Peso cargado: 1179 kg (2598,5 lb)
- Planta motriz: 1× turboeje Avco Lycoming T53-L-1.
  - Potencia: 750 kW (1034 HP; 1020 CV)

## Aeronaves relacionadas

### Aeronaves similares
- Fairchild VZ-5
- Dornier Do 29

### Secuencias de designación
- Secuencia VZ-_ (Aeronaves de investigación VTOL del Ejército estadounidense, 1956-1962): VZ-1 - VZ-2 - VZ-3 - VZ-4 - VZ-5 - VZ-6 →